# Bernard Lama
Bernard Pascal Maurice Lama (Saint-Symphorien, 1963. április 7. –) francia válogatott  labdarúgókapus.
A francia válogatott tagjaként 1998-ban világbajnoki, 2000-ben pedig Európa-bajnoki címet szerzett.

## Sikerei, díjai
PSG
- Francia bajnok (1): 1993–94
- Francia kupagyőztes (2): 1992–93, 1994–95
- KEK-győztes (1): 1995–96

Franciaország
- Világbajnok (1): 1998
- Európa-bajnok (1): 2000